# 蕭芳芳
蕭芳芳，MBE（1947年3月13日—），原名蕭亮，女，香港演員，獲1975年金馬獎最佳女配角（《女朋友》）、1981年金鐘獎最佳女主角（《秋水長天》）、1988年和1996年香港電影金像獎最佳女主角，於1995年（《女人四十》）和1996年（《虎度門》）獲金馬獎最佳女主角，是至今唯二蟬聯此獎的獲獎人之一（另一位為楊惠姍）。蕭芳芳也憑藉《女人四十》獲得柏林影展最佳女主角。

## 生平

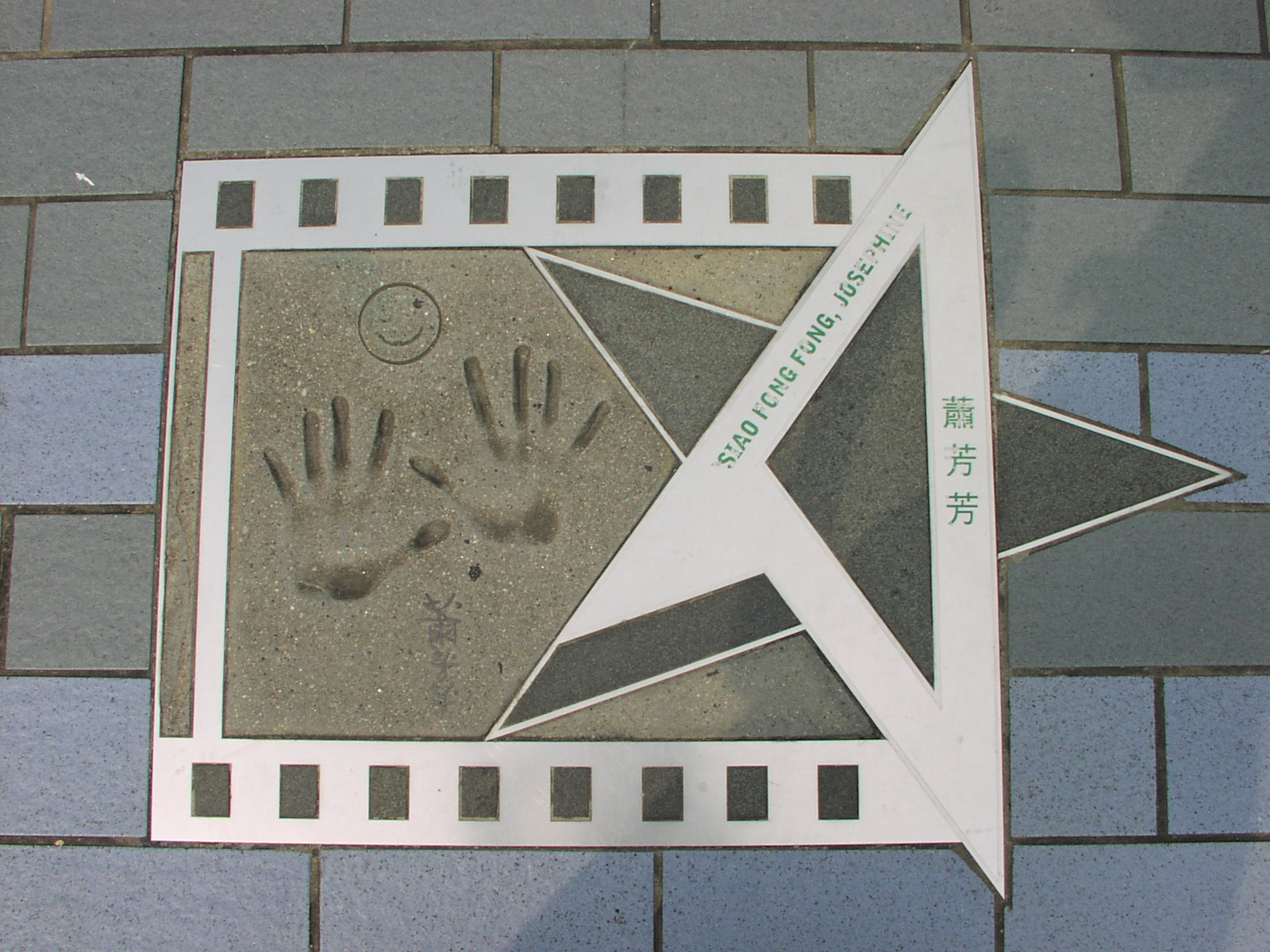
蕭芳芳在香港星光大道的手印及簽名

籍貫江蘇蘇州甪直镇。蕭芳芳出身於中產家庭，母親為成豐慧（原名成家和，刘海粟前妻），父親為蕭迺震，是一位留學德國研究化工的學者，中华民国抗日战争时出任中国实业银行常务董事。蕭芳芳兩歲時隨父母移民到英屬香港，不久父親逝世，因而6歲時（1953年），她開始當上童星來解決家計。7歲那年，她接演了第一部電影文藝片《小星淚》（1954年）。1955年，她為邵氏公司演出《梅姑》，得到在新加坡舉行的第二屆東南亞影展(後改名為亞洲影展)的最佳女童星獎，從此聲名大噪。成名作是與胡蝶合演的《苦兒流浪記》（1960年）。後來，蕭芳芳拜京劇武旦粉菊花為師，曾與陳寶珠同台演出京劇。
1960年代初期，她第一部演出的武俠片是《青城十九俠》（1960年）。當時正值香港電影火紅的年代，蕭芳芳在電影界拍攝了不少作品，後來拍攝的影片有：《火燒紅蓮寺》、《紅線女夜盜寶盒》、《玉面閰羅》、《聖火雄風》、《劫火紅蓮》、《雙鳳旗》、《荳蔻干戈》、《如來神掌怒碎萬劍門》等共230多部粵語及國語電影。1965年，與馮素波、沈芝華、陳寶珠、薛家燕、王愛明及馮寶寶六位同樣自粵語片童星出身的女影星結義金蘭為影壇「七公主」，其中蕭芳芳按年齡長幼順序排行第四。其後，在電影《玉面閰羅》中，蕭芳芳第一次當上了女主角。1966年，蕭芳芳首演時裝玉女片《少女心》。這部影片打破了過往造型，從此戲路更為寬廣。同年，她與陳寶珠合演《彩色青春》。
1970年從，蕭芳芳暫別影壇遠赴外國升學，畢業後再投投身演藝界，其後幫無線電視拍攝特輯。1977年她就以一身醜樣貌，創造了家傳戶曉的喜劇人物林亞珍，在電視界紅極一時。1975年憑「女朋友」獲得金馬獎最佳女配角獎。1980年，蕭芳芳與張正甫結婚，幾年後，張正甫調到澳洲工作，蕭芳芳隨丈夫移居當地。三年後，夫婦倆回到香港，蕭芳芳再次復出拍戲。
蕭芳芳在八十年代港產片興旺年代，再度創出輝煌成績。1988年她以《不是冤家不聚頭》獲得香港電影金像獎最佳女主角獎；1995年她憑《女人四十》（1995年）獲得同一殊榮，並獲得香港電影金紫荊獎、香港電影評論學會、柏林影展銀熊獎及台灣金馬獎最佳女主角獎。同年亦為她贏得亞洲電影人協會頒贈「最高成就獎」，而《虎度門》則獲亞太影展及台灣金馬獎最佳女主角獎。因著多年來在英屬香港的演出成就，1997年蕭芳芳獲頒英女皇MBE勳銜及香港藝術家年獎。
2000年後蕭芳芳受耳患困擾，使身體狀況欠佳，因而減少演出專注進修，取得了兒童心理學碩士學位。1998年，她創立了護苗基金，積極宣傳「保護兒童免受性侵犯」的訊息。2009年，蕭芳芳獲得第28屆香港電影金像獎頒獎典禮終身成就獎，以表揚其善用天賦的才華為香港電影界作出傑出貢獻。
2017年12月，接受訪問時透露在9月初時，蕭芳芳的右眼做了白內障手術，原本她不覺得自己的眼睛有多矇矓，可是醫生建議她做，她就接受了。而手術後有很多後續的規則亦有遵守，然而，視力不單沒有改善，情況反而比之前更差，當時非常害怕因此而失明。最後找另一個醫生才得悉原來每個型號對每個病人不同。只要等三個月之後，做雷射治療，就可以將濁化清除，回復光明。
有專欄指出，蕭芳芳在過去電影及劇集中的打扮非常時尚，即使放在2018年亦可以看出她的時尚感。

## 演出作品

### 電影
带*号者为國語片，未带*号的为粤語片，萧芳芳所主演的電影作品多数为粤语片。
| 年份   | 電影名稱                         | 角色                               | 合作演員                                                                 |
| 1954年 | 小星淚*                          | 鍾小玉                             | 秦沛、陳琦、藍青、裘萍、石磊、鮑方、吳景平                               |
| 1954年 | 歸來*                            | 二妞                               | 白帆、李清、鮑方、藍青、沈淵                                             |
| 1955年 | 一年之計*                        | 何芳芳                             | 石磊、鮑方、龔秋霞、王小燕、黎小田                                       |
| 1955年 | 大兒女經*                        | 顏客滿                             | 蘇秦、龔秋霞、李嬙、傅奇、張冰茜                                         |
| 1955年 | 父女之間*                        | 幼年佩珠                           | 江樺、劉戀、鮑方、吳景平、裘萍、石磊、趙宋                               |
| 1955年 | 我是一個女人*                    | 可可                               | 紅線女、平凡、傅奇、黎小田、孫祖馨、龔秋霞                               |
| 1955年 | 孤星血淚                         | 貝兒（童年）                       | 吳楚帆、張活游、李小龍、容小意、梅綺                                     |
| 1955年 | 迷途的愛情*                      | 李小玲                             | 劉戀、鮑方、石磊、江樺、陳琦、侯景夫                                     |
| 1956年 | 梅姑*                            | 梅潔（童年）                       | 林黛、嚴俊、李翰祥、紅薇、秦沛、姜大衛                                   |
| 1956年 | 玫瑰巖*                          | 阿銀                               | 張錚、李嬙、童毅、李次玉、文逸民、黎小田                                 |
| 1956年 | 紅顏劫*                          | 俞蓉蓉                             | 江樺、龔秋霞、平凡                                                       |
| 1957年 | 太太傳奇*                        | 陳小芳                             | 高遠、陳娟娟、劉甦、王臻、韋偉                                           |
| 1957年 | 雪中蓮*                          | 朱麗芬（幼年）                     | 陳娟娟、楊誠、黃河、藍青、高遠                                           |
| 1960年 | 苦兒流浪記*                      | 小梅                               | 陳燕燕、羅維、王引、胡蝶、吳正元、賀賓                                   |
| 1960年 | 五毒白骨鞭                       | 雪峯魔女李依依                     | 于素秋、任燕、蘇少棠、陳寶珠、林蛟、李香琴、石堅                         |
| 1960年 | 孝感動天                         | 唐大寶                             | 任劍輝、羅艷卿、馮寶寶、朱天惠、任冰兒、林家聲、李香琴                   |
| 1960年 | 孝感動天（下集大結局）           | 唐大寶                             | 任劍輝、羅艷卿、馮寶寶、朱天惠、任冰兒、林家聲、李香琴                   |
| 1960年 | 孝道                             | 丁小燕                             | 胡蝶、歐陽莎菲、王愛明、馮寶寶、半日安、李香琴                           |
| 1960年 | 芸娘                             | 青兒                               | 任劍輝、白雪仙、半日安、靚次伯、蘇少棠、任冰兒                           |
| 1960年 | 翠崗浴血記*                      | 小翠                               | 藍娣、黃宗迅、林楓、唐迪、張方霞、石燕                                   |
| 1960年 | 青城十九俠*                      | 沙燕                               | 金峰、林楓、林靜、祖康、林瑋琤、馬驥、陳萬里、顧媚                       |
| 1961年 | 天下第一劍（上集）               | 穿雲小燕林翠兒                     | 曹達華、于素秋、林蛟、洪波、陳好逑、石堅                                 |
| 1961年 | 天下第一劍大結局                 | 穿雲小燕林翠兒                     | 阮青、曹達華、于素秋、林蛟、洪波、麥先聲                                 |
| 1961年 | 天山猿女                         | 猿女孟麗絲                         | 羅劍郎、鳳凰女、陳好逑、劉克宣、少新權                                   |
| 1961年 | 天山龍鳳劍（上集）               | 甘明珠                             | 陳寶珠、蘇少棠、任燕、石堅、劉克宣                                       |
| 1961年 | 天山龍鳳劍（下集大結局）         | 甘明珠                             | 陳寶珠、蘇少棠、任燕、石堅、劉克宣                                       |
| 1961年 | 仙笛神龍（上集）                 | 小雲雀連彩鳳                       | 曹達華、羅劍郎、羅艶卿、李香琴、石堅、司馬華龍                           |
| 1961年 | 仙笛神龍（大結局）               | 小雲雀連彩鳳                       | 曹達華、羅劍郎、羅艶卿、洪波、李香琴、石堅、司馬華龍                     |
| 1961年 | 母愛                             | 夏瑞英                             | 胡蝶、周坤玲、江一帆、李香琴、劉克宣、金雷                               |
| 1961年 | 活骷髏浴血五仙觀                 | 雪峯魔女李依依                     | 于素秋、任燕、蘇少棠、陳寶珠、林蛟、李香琴、石堅                         |
| 1961年 | 苗山白毛女（上集）               | 秦苗花                             | 陳寶珠、蘇少棠、于素秋、任燕、李香琴                                     |
| 1961年 | 苗山白毛女（下集）               | 秦苗花                             | 陳寶珠、蘇少棠、于素秋、任燕、李香琴                                     |
| 1961年 | 崑崙七劍鬥五龍                   | 崑崙飛燕趙雪娥                     | 曹達華、于素秋、陳寶珠、石堅                                             |
| 1961年 | 崑崙三殺手                       | 方靈潔                             | 陳寶珠、譚倩紅、曹達華、于素秋、                                         |
| 1961年 | 萬劫孤兒                         | 程勃                               | 胡蝶、顧媚、梁醒波、劉克宣、歐陽儉、許英秀、朱冠軍、駱恭                 |
| 1961年 | 萬里尋親記                       | 小萍                               | 胡蝶、歐陽莎菲、姜大衞、半日安、靚次伯、劉克宣                           |
| 1962年 | 白猿女三盜寶蓮燈                 | 白猿女                             | 曹達華、于素秋、林蛟、陳惠瑜、石堅                                       |
| 1962年 | 百行孝為先                       |                                    | 任劍輝、羅艷卿、馮寶寶、朱天惠、任冰兒、林家聲、李香琴、靚次伯、王愛明   |
| 1962年 | 孝順仔尋寶遇仙                   | 白兔仙童                           | 林鳳、鄭幗寶、譚蘭卿、李鵬飛、周吉、黎雯                                 |
| 1962年 | 乳燕驚魂                         | 黎玉燕                             | 曹達華、于素秋、葉慧兒、任燕、劉家良、石堅                               |
| 1962年 | 臥龍山生死鬥                     | 玉英                               | 于素秋、蘇少棠、任燕、梅蘭、蕭仲坤                                       |
| 1962年 | 劍影恩仇錄                       | 雪山猿女／上官雁羣                 | 于素秋、曹達華、梅珍、石堅、袁小田、劉家良                               |
| 1962年 | 斷橋產子                         | 小青                               | 麥炳榮、于素秋、梁醒波、陳皮梅、張醒非、陳寶珠                           |
| 1962年 | 雙劍神鞭俠                       | 英                                 | 于素秋、蘇少棠、李香琴、劉克宣、任燕、梅欣、楊業宏、黎雯、劉家良、陳立品 |
| 1963年 | 一劍震江湖                       | 俞玉英                             | 林家聲、陳好逑、陳寶珠、梅蘭、西瓜刨、李壽祺                             |
| 1963年 | 七劍震江湖                       | 穿花蝴蝶                           | 曹達華、于素秋、石堅、彩虹女、司馬華龍、高魯泉                           |
| 1963年 | 八表雄風                         | 上官蘭                             | 羅劍郎、于素秋、陳寶珠、林蛟、石燕子、洪波、唐若青                       |
| 1963年 | 火燒紅蓮寺                       | 紅姑                               | 曹達華、于素秋、洪波、馬笑英、黎雯、陳惠瑜、王超峰、朱丹、高魯泉         |
| 1963年 | 火燒紅蓮寺（下集）               | 紅姑                               | 曹達華、陳寶珠、檸檬、金影蓮、于素秋                                     |
| 1963年 | 仙劍神魔                         | 呂慧兒                             | 鄧碧雲、曹達華、李紅、石堅                                               |
| 1963年 | 仙劍神魔（大結局）               | 呂慧兒                             | 鄧碧雲、曹達華、李紅、石堅、洪波                                         |
| 1963年 | 半劍一鈴                         | 沈南施                             | 吳君麗、曹達華、李鳳聲、石堅、林蛟、半日安、黎雯                         |
| 1963年 | 半劍一鈴下集大結局               | 沈南施                             | 吳君麗、曹達華、李鳳聲、石堅、林蛟、半日安、黎雯                         |
| 1963年 | 吸血神鞭                         | 李晶瑩／黑煞魔女                   | 于素秋、蘇少棠、羽佳、石堅、金雷                                         |
| 1963年 | 夜半驚魂*                        | 小芳                               | 金峰、張意虹、楊群、田豐、藍娣、林慧珍                                   |
| 1963年 | 臥虎藏龍                         | 董秀英                             | 林家聲、于素秋、石堅、金影憐、朱丹                                       |
| 1963年 | 紅線女夜盜寶盒                   | 紅線女                             | 曹達華、鳳凰女、陳寶珠、靚次伯、劉克宣、周吉、西瓜刨                     |
| 1963年 | 苦海親情                         | 陳小芬                             | 胡蝶、蘇少棠、周坤玲、半日安、俞明、梅欣、黎雯、陳立品                   |
| 1963年 | 奪魂旗（上集）                   | 常碧雲                             | 鄧碧雲、林家聲、李鳳聲、梅蘭、石堅、楊業宏                               |
| 1963年 | 奪魂旗（大結局）                 | 常碧雲                             | 鄧碧雲、林家聲、李鳳聲、梅蘭、石堅、楊業宏                               |
| 1963年 | 劍俠金縷衣（上集）               | 鄭珠娣                             | 陳寶珠、曹達華、于素秋、陳好逑、李小蝶、張生、吳殷志                     |
| 1963年 | 劍俠金縷衣（大結局）             | 鄭珠娣                             | 曹達華、于素秋、陳好逑、陳寶珠、容玉意、張生、李小蝶                     |
| 1963年 | 劍神傳                           | 上官蘭                             | 羅劍郎、于素秋、陳寶珠、林蛟、石燕子、洪波                               |
| 1963年 | 龍虎下江南（上集）               | 莫臥兒                             | 曹達華、于素秋、陳寶珠、丁鳳                                             |
| 1963年 | 龍虎下江南大結局                 | 莫臥兒                             | 曹達華、于素秋、陳寶珠、西瓜刨、譚倩紅                                   |
| 1963年 | 霹靂金較剪                       | 阮婷玉                             | 余麗珍、于素秋、曹達華、陳小鵬、李醒南                                   |
| 1964年 | 七彩神火棒                       | 葉青霜                             | 余麗珍、鄧碧雲、林家聲、李香琴、劉克宣                                   |
| 1964年 | 孫悟空七打九尾狐                 | 玉兔精                             | 于素秋、陳寶珠、阮兆輝、關海山、梅欣、西瓜刨                             |
| 1964年 | 神鶴金鷹                         | 溫明珠                             | 余麗珍、鄧碧雲、林家聲、李香琴、劉克宣                                   |
| 1964年 | 霹靂金較剪下集大結局             | 阮婷玉                             | 余麗珍、于素秋、曹達華、李鏡清、檸檬、尹靈光、劉克宣、黎雯               |
| 1965年 | 山東馬永貞*                      | 梅春芳                             | 胡金濤、胡鴻燕、賀賓、歐陽莎菲、楊志卿、陳濠                             |
| 1965年 | 玉面閻羅                         | 吳如瑛                             | 陳寶珠、李紅、林蛟、柳青、李香琴、玫瑰女、鄭君綿                         |
| 1965年 | 玉面閻羅（下集大結局）           | 吳如瑛                             | 陳寶珠、李紅、林蛟、柳青、李香琴、玫瑰女、鄭君綿                         |
| 1965年 | 如來神掌怒碎萬劍門               | 小龍女                             | 曹達華、于素秋、陳寶珠、石堅、關海山                                     |
| 1965年 | 武林第一劍                       | 張小蘭                             | 林家聲、陳好逑、關海山、柳青、金艷芳                                     |
| 1965年 | 孫悟空七鬥八大仙                 | 柳搖金                             | 于素秋、陳寶珠、李紅、關海山、阮兆輝                                     |
| 1965年 | 孫悟空三戲百花仙                 | 百花仙                             | 陳寶珠、李紅、阮兆輝、關海山、梅欣、西瓜刨                               |
| 1965年 | 閻王令                           | 霍雲裳                             | 夏娃、周驄、石堅、任燕、司馬華龍、劉克宣、黎雯                           |
| 1965年 | 濟公大鬧公堂                     | 白巧雲                             | 新馬師曾、陳寶珠、李紅、玫瑰女、尤光照、蕭仲坤                           |
| 1965年 | 濟公捉妖                         | 馬艷霜                             | 新馬師曾、陳寶珠、玫瑰女、唐迪                                           |
| 1965年 | 鐵劍朱痕（上集）                 | 古飄香                             | 張英才、陳寶珠、譚倩紅、駱恭、關正良、吳殷志、石堅                       |
| 1965年 | 鐵劍朱痕（下集）                 | 古飄香                             | 張英才、陳寶珠、譚倩紅、駱恭、關正良                                     |
| 1966年 | 一劍情                           | 廖潔芳                             | 江漢、南紅、陳寶珠、石堅、筱菊紅                                         |
| 1966年 | 七彩胡不歸                       | 顰娘                               | 陳寶珠、薛家燕、譚蘭卿、尤聲普                                           |
| 1966年 | 少女心                           | 顧玉嫻、 薛寶瑩、 越南舞后、天魔女 | 胡楓、杜平、羅蘭、鄭君綿、李鵬飛、李月清、李亨                           |
| 1966年 | 百步迷踪掌                       | 玉芬                               | 張英才、歐嘉慧、李鳳聲、上官玉、石堅                                     |
| 1966年 | 百步迷蹤掌（下集大結局）         | 玉芬                               | 張英才、歐嘉慧、李鳳聲、上官玉、石堅                                     |
| 1966年 | 劫火紅蓮                         | 雍冰                               | 陳寶珠、李居安、吳千楓、唐廸高魯泉、石堅                                 |
| 1966年 | 劫火紅蓮大結局                   | 雍冰                               | 陳寶珠、李居安、吳千楓、石堅、玫瑰女、許英秀                             |
| 1966年 | 金蝙蝠                           | 李家儀                             | 張英才、吳千楓、石堅、蘇青、唐迪、駱恭                                   |
| 1966年 | 金蝙蝠尋寶復仇                   | 李家儀                             | 張英才、吳千楓、石堅、蘇青、唐迪、蕭仲坤                                 |
| 1966年 | 孫悟空大戰群妖                   | 妖精妙慈                           | 陳寶珠、李紅、玫瑰女、阮兆輝、關海山、蕭仲坤                             |
| 1966年 | 彩色青春                         | 唐海倫                             | 陳寶珠、胡楓、薛家燕、王愛明、鄭君綿                                     |
| 1966年 | 荳蔻干戈                         | 林凝碧                             | 陳寶珠、石堅、李香琴、柳青、高魯泉、檸檬、矮冬瓜                         |
| 1966年 | 荳蔻干戈下集大結局               | 林凝碧                             | 陳寶珠、石堅、李香琴、柳青、高魯泉                                       |
| 1966年 | 萬劫門                           | 龐真真                             | 陳寶珠、李紅、石堅、李香琴、唐迪                                         |
| 1966年 | 萬劫門下集大結局                 | 龐真真                             | 陳寶珠、李紅、石堅、李香琴、玫瑰女、柳青、林靜                           |
| 1966年 | 聖火雄風（上集）                 | 杜娟兒                             | 陳寶珠、李紅、吳千楓、鄭君綿、柳青、石堅                                 |
| 1966年 | 聖火雄風（下集）                 | 杜娟兒                             | 陳寶珠、李紅、吳千楓、鄭君綿、柳青、石堅                                 |
| 1966年 | 碧落紅塵（上集）                 | 水中萍                             | 張英才、陳寶珠、石堅、梁素琴、高魯泉                                     |
| 1966年 | 碧落紅塵（下集）                 | 水中萍                             | 張英才、陳寶珠、石堅、梁素琴、高魯泉                                     |
| 1966年 | 碧落紅塵大結局                   | 水中萍                             | 張英才、陳寶珠、石堅、梁素琴、高魯泉                                     |
| 1967年 | 一步一驚心                       | 呂淑莊                             | 胡楓、石堅、金雷、沈殿霞、鄭君綿、司馬華龍、關正良                       |
| 1967年 | 七彩封神榜                       | 莫綺萍                             | 陳寶珠、柳青、白瑛、李紅、潘有聲、白文彪                                 |
| 1967年 | 少女情                           | 施潔芳                             | 南紅、唐晶、朱江、曾江、黎雯                                             |
| 1967年 | 玉女神偷                         | 王家玉                             | 呂奇、梁醒波、李香琴、許英秀、良鳴、安偉璉                               |
| 1967年 | 玉女親情                         | 蔡婉華                             | 呂奇、張儀、賀蘭、石堅、麥基                                             |
| 1967年 | 玉面女殺星                       | 蝙蝠女 黃馥梅                      | 呂奇、沈殿霞                                                             |
| 1967年 | 玉郎三戲女將軍                   | 劉金定                             | 陳寶珠、靚次伯、李鳳、玫瑰女、李龍                                       |
| 1967年 | 血染鐵魔掌                       | 丁惠娟                             | 呂奇、雪妮、麥基、周吉、石堅                                             |
| 1967年 | 快樂年華                         | 陳美玉                             | 周驄、梁醒波、譚炳文、羅蘭、沈殿霞                                       |
| 1967年 | 我的愛人就是你                   | 羅愛蓮                             | 胡楓、歐嘉慧、杜平、范麗、喬宏                                           |
| 1967年 | 我愛阿哥哥                       | 楊素素                             | 胡楓、薛家燕、李香琴、鄭君綿、鄭少秋                                     |
| 1967年 | 金骷髏                           | 林珍妮                             | 張英才、高烽、關正良、金露、張萊萊、李英                                 |
| 1967年 | 金鷗                             | 金鷗                               | 謝賢、余美華、李鵬飛、唐佳、劉家良                                       |
| 1967年 | 青春之戀                         | 姬麗絲                             | 胡楓、賀蘭、杜平、王愛明、俞明、黎雯                                     |
| 1967年 | 青春兒女                         | 石蘭芝                             | 謝賢、周驄、陳齊頌、梁醒波、沈殿霞                                       |
| 1967年 | 紅粉金剛                         | 郭小蘭                             | 胡楓、林韻、石堅、藍天、方華                                             |
| 1967年 | 飛賊金絲貓                       | 金絲貓                             | 胡楓、石堅、沈芝華、陳均能、區燕青、劉家榮                               |
| 1967年 | 飛賊紅玫瑰                       | 王慧芳                             | 胡楓、方心、麥基、上官玉、高魯泉、矮冬瓜                                 |
| 1967年 | 神探智破美人計                   | 鳳子                               | 謝賢、周驄、高魯泉、石堅、龍剛                                           |
| 1967年 | 閃電煞星                         | 方靜華                             | 胡楓、石堅、鄭君綿、駱恭、李壽祺                                         |
| 1967年 | 殺手粉紅鑽                       | 程玉珠                             | 曾江、孟莉、石堅、林蛟、馮敬文                                           |
| 1967年 | 甜甜蜜蜜的姑娘                   | 萬潔/琳達                          | 胡楓、鄭少秋、麥基、區燕青、關海山                                       |
| 1967年 | 聖火雄風大破火蓮陣               | 杜娟兒                             | 陳寳珠、李紅、吳千楓、羅蘭、鄭君綿、西瓜刨                               |
| 1967年 | 蓬門淑女                         | 阿菊                               | 曾江、鄧光榮、高峰、梁潄華、鄭君綿、王愛明                               |
| 1967年 | 藍色毒黃蜂                       | 紅玫瑰                             | 胡楓、范麗、喬宏、丁慧、孫成、柔鳳                                       |
| 1967年 | 歡樂歌聲處處聞                   | 龍麗珠                             | 呂奇、藍天、羅蘭、俞明、金雷、駱恭、許瑩英、夏莉萍                       |
| 1967年 | 鑽石大劫案                       | 馬佩珊                             | 謝賢、陳齊頌、李亨、李鵬飛、良鳴、萬靈                                   |
| 1968年 | 千面女福星                       | 楊綺華                             | 張儀、洪紅、羅蘭、麥基、司馬華龍                                         |
| 1968年 | 大情人                           | 王麗娜                             | 胡楓、林蛟、金雷、周吉、黎灼灼、白文彪                                   |
| 1968年 | 冬戀                             | 黃咪咪                             | 謝賢、王愛明、司馬華龍、黎雯、徐小明                                     |
| 1968年 | 花樣的年華                       | 戴安娜                             | 呂奇、薛家燕、沈殿霞、葉青戴偉光                                         |
| 1968年 | 青春戀歌                         | 馬麗娟                             | 謝賢、周驄、陳齊頌、沈殿霞、俞明                                         |
| 1968年 | 浪子佳人                         | 徐玉冰                             | 謝賢、俞明、龍剛、伊雷、高峰                                             |
| 1968年 | 窗                               | 陸露明                             | 謝賢、張儀、龍剛、曼莉                                                   |
| 1968年 | 窗外情                           | 杜潔芳                             | 謝賢、黎婉玲、張瑛、王偉、李允中                                         |
| 1968年 | 紫色風雨夜                       | 張紫燕                             | 謝賢、南紅、曾江、孟莉、小麒麟、駱恭                                     |
| 1968年 | 萬紫千紅                         | 梁小惠                             | 胡楓、張儀、葉青、沈殿霞、高峰、肥叔叔                                   |
| 1968年 | 賊千金                           | 潘芬妮                             | 胡楓、俞明、孟莉、戴偉光、高明、王愛明                                   |
| 1968年 | 奪魄幽靈                         | 安娜                               | 曾江、夏萍、張英才、吳回、司馬華龍、檸檬                                 |
| 1968年 | 橫衝直撞入情關                   | 張美麗                             | 胡楓、丁慧、俞明、沈殿霞、鄭君綿、區燕青                                 |
| 1968年 | 藍鷹                             | 藍英                               | 沈芝華、鄭少秋、夏萍、石堅、麥基                                         |
| 1968年 | 鎖着的新娘                       | 柳青薇                             | 曾江、姜中平、羅蘭、梁潄華、王愛明、黎灼灼                               |
| 1968年 | 歡樂滿人間                       | 林芳華                             | 胡楓、鄭文芳、李紅、夏萍、鄭少秋、高峰、容玉意                           |
| 1969年 | 四鳳求凰                         | 胡月華                             | 呂奇、李司棋、馮寶寶、梁醒波                                             |
| 1969年 | 合歡歌舞慶華年                   | 李婉芬                             | 馮寶寶、鄧光榮、俞明、鄭君綿、藍天、譚炳文、羅蘭、伊雷                   |
| 1969年 | 多情高竇貓                       | 楊玉鳳                             | 胡楓、夏萍、張儀、麥基                                                   |
| 1969年 | 花月爭輝                         | 李多利士                           | 呂奇、薛家燕、沈殿霞、戴偉光、司馬華龍、高魯泉                           |
| 1969年 | 飛女正傳                         | 徐玉貞                             | 龍剛、夏萍、曾江、薛家燕、沈殿霞、伊雷、王愛明                           |
| 1969年 | 香噴噴小姐                       | 戴安娜                             | 何藩、薛家燕、張清、鄭君綿、伊雷                                         |
| 1969年 | 峨嵋霸刀                         | 羅鳳英                             | 曾江、石堅、沈芝華、吳殷志周吉、容玉意、檸檬、楊業宏                     |
| 1969年 | 媽媽要我嫁                       | 洪麗雲                             | 薛家燕、曾江、張清、俞明、高魯泉                                         |
| 1969年 | 雌雄妙賊                         | 王婉萍                             | 曾江、沈殿霞、鄭君綿、俞明、容玉意                                       |
| 1969年 | 龍飛鳳舞                         | 美鳳                               | 呂奇、張清、方心、高魯泉、上官玉、西瓜刨、肥叔叔、蘇珊                   |
| 1970年 | 獨掌震龍門                       | 方碧兒                             | 曾江、馮寶寶、關海山、任燕、黃鶴聲、林蛟                                 |
| 1974年 | 女朋友*                          | 孟雅蘋                             | 秦祥林、石峯、林青霞、于榮、江彬、江明、夏台瑄                           |
| 1974年 | 廣島廿八*                        | 今井芳子                           | 秦祥林、焦姣、關山、李琳琳、金川、龍剛、唐菁                             |
| 1975年 | 西貢.台北.高雄*                  |                                    | 秦祥林、李虹、李偉、張冰玉、韓甦                                         |
| 1976年 | 未了緣*                          | 張安娜                             | 曾江、凌雲、胡燕妮、唐菁、王萊                                           |
| 1976年 | 海韻*                            | 宋丹妮                             | 胡燕妮、柯俊雄、秦漢、崔福生、王宇、凌玲                                 |
| 1976年 | 跳灰                             | 佩珊                               | 嘉倫、陳星、陳惠敏、胡楓、李燕萍、盧海鵬                                 |
| 1978年 | 林亞珍                           | 林亞珍                             | 伊雷、鄧光榮、胡大為、陳立品、李家鼎、李忠強、林偉棋、黎少芳、鮑漢琳     |
| 1979年 | 林亞珍老虎魚蝦蟹                 | 林亞珍                             | 伊雷、胡大為、汪偉、戴志偉、葉德嫻、吳浣儀                               |
| 1980年 | 撞到正                           | 阿芝                               | 鍾鎮濤、關聰、劉克宣、劉天蘭、蔣金                                       |
| 1982年 | 八彩林亞珍                       | 林亞珍                             | 許冠英、羅文、李琳琳、陳星、胡楓、劉克宣、胡大為                         |
| 1982年 | 佳人有約                         | 蕭珠珠                             | 陳勳奇、廖偉雄、鄭則仕、陳秀珠、劉克宣、吳浣儀、李修賢                   |
| 1984年 | 奸人鬼                           | 美琪                               | 狄龍、陳百祥、石堅、曹達華、梁俊傑                                       |
| 1987年 | 不是冤家不聚頭                   | 黃梅                               | 吳耀漢、秦沛、陳國新、李琳琳、關佩琳、焦姣、湘綺、谷峰                   |
| 1991年 | 新精武門1991                     | 牛牡丹（客串）                     | 周星馳、鍾鎮濤、陳伯祥、張敏、胡楓、元奎、尹揚明、成奎安                 |
| 1992年 | 漫畫威龍                         | 牛牡丹                             | 周星馳、鍾鎮濤、陳伯祥、張敏、元華、胡楓、元奎、尹揚明                   |
| 1992年 | 兩個女人，一個靚一個唔靚（短片） |                                    | 張曼玉                                                                   |
| 1993年 | 方世玉                           | 苗翠花                             | 李連杰、李嘉欣、胡慧中、陳松勇、朱江、趙文卓、陳龍、鄭少秋               |
| 1993年 | 方世玉續集                       | 苗翠花                             | 李連杰、李嘉欣、郭藹明、鄭少秋、元奎、計春華、陳龍                       |
| 1993年 | 搶錢夫妻                         | 蔣太                               | 許冠文、陳少霞、左詩蓓、鄧一君、雷宇揚、劉玉翠                           |
| 1993年 | 陳健沒有傑克電影院（短片）       |                                    | 張曼玉                                                                   |
| 1995年 | 女人四十                         | 阿娥                               | 羅家英、喬宏、羅冠蘭、夏萍、丁子峻、譚倩紅                               |
| 1996年 | 虎度門                           | 冷劍心                             | 袁詠儀、鍾景輝、譚倩紅、陳曉東、李司棋、李子雄                           |
| 1997年 | 麻雀飛龍                         | 范秀鈿                             | 趙文卓、柯受良、盧惠光、林寄韻、國建勇、吳君如、曾近榮                   |

### 電視劇
| 年份   | 媒體     | 劇名                            | 語言 | 角色   | 備註                                                 |
| 1974年 | 香港電台 | 獅子山下《回巢》                | 粵語 | 少萍   | 蕭芳芳唯一出演過香港電台獅子山下的電視劇作品。(主演) |
| 1979年 | 台視     | 網住一片晴 (「台視劇場」單元劇) | 國語 | 蘇迪珍 | 為蕭芳芳最早在臺灣演出的電視劇作品。(主演)           |
| 1980年 | 台視     | 秋水長天                        | 國語 | 向依虹 | 為蕭芳芳唯一在臺灣演出過的電視連續劇。(主演)         |

## 主持作品

### 電視節目
| 年份   | 媒體     | 節目名稱                                |
| 1969年 | 無綫電視 | 七喜合家歡                              |
| 1969年 | 無綫電視 | 芳芳的旋律                              |
| 1973年 | 無綫電視 | 芳芳與你一小時                          |
| 1974年 | 無綫電視 | 芳芳眼中的銀幕前後                      |
| 1977年 | 無綫電視 | 點只咁簡單                              |
| 1980年 | 無綫電視 | 星辰四季新韻律                          |
| 1981年 | 香港電台 | 8118共繽紛：大埔區                      |
| 1983年 | 無綫電視 | 第2屆香港電影金像獎頒獎典禮（與曾志偉） |
| 1989年 | 香港電台 | 聽歌學英文（與詹德隆）                  |

## 出版作品

### 著書
| 年份   | 書名                             | 出版社         |
| 1990年 | 清新文法（共四冊，與詹德隆合著） | 朗文           |
| 1990年 | 洋相                             | 中文大學出版社 |

## 獎項
| 年份   | 頒獎                      | 獎項                 | 影片           | 角色         | 結果 |
| 1955年 | 亞太影展                  | 最佳童星             | 梅姑           | 梅潔（童年） | 獲獎 |
| 1975年 | 第12屆金馬獎              | 最佳女配角           | 女朋友         | 孟雅蘋       | 獲獎 |
| 1981年 | 台灣電視金鐘獎            | 最佳女主角           | 秋水長天       | 向依虹       | 獲獎 |
| 1988年 | 第7屆香港電影金像獎       | 最佳女主角           | 不是冤家不聚頭 | 黃梅         | 獲獎 |
| 1995年 | 柏林國際電影節            | 最佳女演員           | 女人四十       | 阿娥         | 獲獎 |
| 1995年 | 第32屆金馬獎              | 最佳女主角           | 女人四十       | 阿娥         | 獲獎 |
| 1995年 | 第15屆香港電影金像獎      | 最佳女主角           | 女人四十       | 阿娥         | 獲獎 |
| 1995年 | 第2屆香港電影評論學會大獎 | 最佳女演員           | 女人四十       | 阿娥         | 獲獎 |
| 1996年 | 亞太影展                  | 最佳女主角           | 虎度門         | 冷劍心       | 獲獎 |
| 1996年 | 第33屆金馬獎              | 最佳女主角           | 虎度門         | 冷劍心       | 獲獎 |
| 1996年 | 第1屆香港電影金紫荊獎     | 最佳女主角           | 女人四十       | 阿娥         | 獲獎 |
| 2000年 | 香港演藝學院              | 榮譽院士             |                |              | 獲獎 |
| 2007年 | 第1屆亞洲電影大獎         | 亞洲電影傑出貢獻大獎 |                |              | 獲獎 |
| 2009年 | 第28屆香港電影金像獎      | 終身成就獎           |                |              | 獲獎 |

## 政治立場及爭議
蕭芳芳於參加2017年香港行政長官選舉，蕭芳芳公開為時任行政長官林鄭月娥站台，大讚其「接地氣」，完全沒有官架子，曾在她創立慈善機構時伸出援手。有網民公開表示對蕭芳芳失望，其後於一個選舉論壇當中，林鄭月娥提到網民批評蕭芳芳是『白色恐怖』，另一候選人曾俊華則反駁指這些「真心的回應」或年輕人表達自己的意見，「如果㩒住呢啲事情（唔畀講），呢啲先係白色恐怖」。
2020年9月6日，仍值香港反對逃犯條例修訂草案運動期間，有市民於旺角一帶遊行，以反對中央政府推行《港區國安法》以及香港政府押後立法會選舉的決定。遊行期間，一名12歲女童自行在西洋菜南街往附近店舖買文具，卻突然被防暴警員截停，並遭警員撞飛及騎身膝壓，後被票控違反限聚令。事件引起社會爭議，有市民在網上批評不少公開宣稱捍衛女權的女藝人，並未有為事件發聲。當中身為護苗基金的創辦人蕭芳芳，亦未有為事件表態。其後，蕭卻於時任香港政務司司長張建宗個人Facebook專頁一則動態上出現，緣於張到訪普及社區檢測計劃檢測中心時遇上蕭，二人並以碰踭代替握手。由此，蕭遭不少網民批評只顧政治取態，而無視社會上女童受欺虐的真實境況。

## 影視媒體形象

### 電影
- 《精裝難兄難弟》：1997年電影，由舒淇飾演邵芳芳，影射蕭芳芳。

### 電視劇
- 《難兄難弟》：1997年電視劇，由宣萱飾演邵芳芳，影射蕭芳芳。
- 《難兄難弟之神探李奇》：1998年電視劇，由吳綺莉飾演邵芳芳，影射蕭芳芳。
- 《荷里活有個大老千》：2019年電視劇，由陳雅思飾演蕭芬芳，原型為蕭芳芳。